# Follow Me Up
Pour les articles homonymes, voir Follow Me (homonymie).
Albums de Māya Sakamoto
Singer-Songwriter
(2013)
Singles
Follow Me Up est le 9e album studio de la chanteuse Māya Sakamoto sorti le 30 septembre 2015, au format CD et CD+DVD. Il contient ses quatre derniers singles Hajimari no Umi, Saved / Be mine!, Replica et Shiawase ni Tsuite Watashi ga Shitteiru 5-tsu no Houhou / Shikisai. Il contient également son single digital Kore Kara et la chanson Tokyo Samui présente sur le single Anata wo Tamotsu Mono / Mada Ugoku en collaboration avec Cornelius.

## Liste des titres
| 1.  | Hajimari no Umi (はじまりの海)                                                                            |  |
| 2.  | Be mine!                                                                                                  |  |
| 3.  | Saved |  |
| 4.  | Replica (レプリカ)                                                                                        |  |
| 5.  | Shiawase ni Tsuite Watashi ga Shitteiru 5-tsu no Houhou (album mix) (幸せについて私が知っている5つの方法) |  |
| 6.  | Arco (アルコ)                                                                                             |  |
| 7.  | Kore Kara (これから)                                                                                      |  |
| 8.  | Tokyo Samui (東京寒い)                                                                                    |  |
| 9.  | Waiting for the rain                                                                                      |  |
| 10. | Kasuka na Melody (かすかなメロディ)                                                                       |  |
| 11. | That is To Say                                                                                            |  |
| 12. | Sanagi (さなぎ)                                                                                           |  |
| 13. | Iris (アイリス)                                                                                           |  |
| 14. | Road Movie (ロードムービー)                                                                               |  |
| 15. | Follow Me                                                                                                 |  |

| 1. | Hajimari no Umi (PV) (はじまりの海)                                                                |  |
| 2. | Replica (PV) (レプリカ)                                                                            |  |
| 3. | Be mine! (PV)                                                                                      |  |
| 4. | Shiawase ni Tsuite Watashi ga Shitteiru 5-tsu no Houhou (PV) (幸せについて私が知っている5つの方法) |  |